# San Francisco Acuautla
San Francisco Acuautla är en stad i Mexiko, tillhörande Ixtapaluca kommun i delstaten Mexiko. San Francisco Acuautla ligger i den centrala delen av landet och tillhör Mexico Citys storstadsområde. Staden hade 27 960 invånare vid folkmätningen 2010, vilket gör den till den fjärde största staden i kommunen.